# Germaine Tailleferre
Germaine Tailleferre /ʒɛʁˈmɛn tajəˈfɛʁ/, nome d'arte di Marcelle Taillefesse /maʁˈsɛl tajəˈfɛs/ (Saint-Maur-des-Fossés, 19 aprile 1892 – Parigi, 7 novembre 1983) è stata una compositrice francese, nota per essere stata l'unica donna nel "Gruppo dei Sei".

## Biografia

### La gioventù
Germaine Tailleferre nacque il 19 aprile 1892 a Saint-Maur-des-Fossés, nella banlieue parigina, con il nome di Marcelle Taillefesse. La madre, Marie-Desirée Taillefesse, fu costretta da suo padre a sposare il giovane Arthur Taillefesse, ch'egli aveva scelto per la semplice ragione che portava lo stesso cognome. Il matrimonio combinato si rivelò infelice; la sola gioia di Marie-Desirée furono i suoi bambini.
La piccola Germaine iniziò a studiare il pianoforte con sua madre, e cominciò in tenera età a comporre piccoli lavori. Malgrado il parere contrario di suo padre, e all'insaputa di questi, Germaine entrò al Conservatorio di Parigi per studiare pianoforte e solfeggio, e vinse il primo premio di solfeggio. Questo successo intenerì il disappunto di suo padre, che l'autorizzò a continuare i suoi studi, ma rifiutandosi comunque di assicurarne il finanziamento. Una certa presa di coscienza, unita ad un sottile desiderio di rivincita, la spinse a cambiare il suo cognome in Tailleferre.
L'incontro con Milhaud, Auric e Honegger avvenne nel 1912 al Conservatorio di Parigi. Qui la Tailleferre compose il "Petit livre de harpe de Madame Tardieu" (18 pezzi per arpa dedicati a Caroline Tardieu, assistente del titolare della cattedra di arpa). A Parigi, nell'ambiente artistico di Montmartre e Montparnasse, conobbe e frequentò Guillaume Apollinaire, Marie Laurencin, Paul Fort, Fernand Léger e lo scultore Emmanuel Centore, che sposerà Jeanne, la sorella di Germaine.
Gli studi procedettero nel modo migliore, fruttandole nel 1913 il primo premio in Armonia e Contrappunto al Conservatorio e, nel 1915 il primo premio nella Fuga.
Nel 1917 cominciò a frequentare gli atelier di Pablo Picasso e Amedeo Modigliani. In uno di questi, il 15 gennaio 1918 si svolse il primo concerto dei "Nouveaux Jeunes", con la Tailleferre, Poulenc e Durey. Il programma includeva due lavori della compositrice: "Jeux de plein air" e la "Sonatina per quartetto d'archi" in due movimenti (più tardi reintitolata "Quartetto d'archi" dopo l'aggiunta del terzo movimento).
La prima Sonata per violino e pianoforte fu scritta per Jacques Thibaud, celebre violinista e amico dell'autrice. Fu eseguita a Parigi nel 1922 dallo stesso Thibaud e da Alfred Cortot. Nel 1923 il balletto "Le Marchand d'oiseaux" vede un ampio successo. La principessa di Polignac ordinò alla Tailleferre un Concerto per pianoforte nello stesso stile neoclassico del Marchand, e che fu eseguito con successo dallo stesso Cortot.
È in questi anni che la Tailleferre passò molto tempo con Maurice Ravel a Montfort-l'Amaury. Si erano incontrati a Saint-Jean-de-Luz vicino Biarritz nel 1919-1920. La relazione tra i due fu solo artistica. Ravel si interessava ai giovani compositori e diede a Germaine consigli sia in tema di scrittura che di orchestrazione. Queste visite regolari, caratterizzate da lunghe passeggiate intorno a Montfort, erano sempre concluse da lunghe e spossanti ore al pianoforte. Tutto finì misteriosamente nel 1930, e la Tailleferre non rivide mai più Ravel: rifiutò sempre, anche ai suoi cari, di fornirne delle spiegazioni.

### La maturità
Nel 1925 Germaine sposò il caricaturista americano Ralph Barton, cui dedicò il Concertino per arpa, e andò a vivere a Manhattan. Qui ebbe modo di frequentare gli amici del marito, in particolare Charlie Chaplin. Ma Barton si mostrò geloso del successo di sua moglie e questo le procurò delle difficoltà. Nel 1927, sotto richiesta di lui, la coppia andò a vivere in Francia, e alla Tailleferre fu richiesta da Paul Claudel una musica per la sua ode in onore di Marcellin Berthelot intitolata "Sous le rempart d'Athènes". La partitura originale di quest'opera è scomparsa, ma ne è stata fatta una ricostruzione dal compositore Paul Wehage, specialista di Tailleferre. Inoltre fu completato il balletto "La Nouvelle Cythère" destinato alla stagione 1929 dei "Ballets Russes" e annullato poi per la morte improvvisa di Sergej Djagilev. Per molto tempo si credette che l'opera fosse andata perduta, ma oggi è pubblicata la versione per due pianoforti. Due orchestrazioni sono state realizzate da Paul Wehage.
Nello stesso 1929 finì il matrimonio con Ralph Barton che si suiciderà qualche mese dopo il suo ritorno in America. Le "Six chansons françaises" sono sicuramente una reazione al divorzio. Vengono utilizzati dei testi risalenti al XV-XVII secolo, riguardanti la condizione della donna. Ogni opera è dedicata a un'amica, e si tratta di uno dei rari esempi di femminismo nell'opera della Tailleferre.
Nel 1931 lavorò ad un'opéra-comique, "Zoulaina", che esiste solo come manoscritto, tranne la famosa Ouverture. A 39 anni, il 4 giugno 1931, a Boulogne, Germaine partorì la sua unica figlia, Françoise. L'anno successivo avvennero le nozze con il padre di sua figlia, il giurista francese Jean Lageat. Di nuovo il suo matrimonio divenne un ostacolo alla sua carriera di compositrice. Nonostante tutto, la Tailleferre lavorò di buona lena: nacquero la "Suite per orchestra da camera", il "Divertissement nello stile di Luigi XV", il Concerto per violino, che andò perduto nella sua forma originale (la seconda sonata per violino e pianoforte è in pratica una riduzione del Concerto, senza la cadenza), e il suo capolavoro, il Concerto grosso per due pianoforti, quartetto di sassofoni, otto voci soliste e orchestra (1934). Fu inaugurata anche una lunga serie di musiche da film.
Nel 1937 collaborò con Paul Valéry per la sua Cantata del Narciso, per soprano, baritono, coro femminile e archi.
All'inizio del 1942 completò i Tre Studi per pianoforte e orchestra dedicati a Marguerite Long.
L'occupazione tedesca la indusse a fuggire negli Stati Uniti con la sorella e la figlia, imbarcandosi in Portogallo. Passò gli anni della guerra a Filadelfia, dove smise quasi del tutto di comporre e si dedicò alla figlia. Rientrò in Francia nel 1946, andando a vivere a Grasse, vicino a Nizza. Tra le opere più importanti di questo periodo ci sono il balletto Paris-Magie, rappresentato all'Opéra-Comique nel 1949, e l'opera lirica "Il était un petit navire", su libretto di Henri Jeanson, accolta da un insuccesso (1951).

### Gli ultimi anni
Il matrimonio con Lageat era in crisi da tempo e il divorzio sopraggiunse nel 1955. Lo stesso anno la Tailleferre compose cinque opere brevi per Radio France, intitolate "Du style galant au style méchant". A partire dagli anni sessanta si dedicò sempre più frequentemente alla musica da film e cominciò a girare l'Europa in duo con il baritono Bernard Lefort, che rimase tra i suoi amici più fedeli fino alla morte, che avvenne a Parigi il 7 novembre 1983, all'età di 91 anni. La Tailleferre continuò a comporre fino all'ultimo, dedicandosi soprattutto al repertorio da camera.
È sepolta al cimitero comunale di Quincy-Voisins vicino a Meaux.

## Composizioni
Le composizioni della Tailleferre comprendono un vastissimo numero di opere in tutti i settori musicali: musica teatrale (opere liriche e balletti), musica orchestrale, musica da camera, composizioni per strumento solista, musica vocale, musica da film, documentari e opere per la TV, opere radiofoniche.

## Lo stile
"Une Marie Laurencin pour l'oreille" (una Marie Laurencin dell'orecchio): così Jean Cocteau parlava di Germaine Tailleferre, l'unica donna del celebre Gruppo dei Sei. Questa corrispondenza tra gli acquerelli decorativi della Laurencin e la musica di Tailleferre, per simpatica che sia, non è molto appropriata. Ingenuità, freschezza, femminilità, sono sì qualità associate alla Tailleferre, fin dal suo arrivo nel gruppo dei Sei. Ma volendo fare un paragone, è ben più alla "fauve" Sonia Delaunay che si assocerà la musica di Tailleferre che alla dolce Laurencin, trovandosi in una gran parte della sua musica un vigore autentico, talora venato (malgrado armonie di una grande sensualità) di inaspettata austerità.
Si è pensato troppo a lungo che l'opera della Tailleferre si riducesse ad una serie di affascinanti lavori per pianoforte composti nel periodo tra le due Guerre, e che la sua carriera di compositrice fosse conclusa con la Seconda guerra mondiale. Ma significava ignorare o dimenticare che, oltre a questi brevi brani, la Tailleferre compose soprattutto musica da camera, melodie, due Concerti per pianoforte, tre Studi per pianoforte e orchestra, un Concerto per violino, il notevole e imponente Concerto Grosso (per due pianoforti, otto voci soliste, quartetto di sassofoni e orchestra), quattro balletti, quattro opere, due operette, senza contare numerose altre opere per piccoli ensemble o grandi orchestre (come il sorprendente Concerto per due chitarre e orchestra, recentemente ritrovato e registrato nel 2004 in Germania da Chris Bilobram e Cristina Altmann). La maggior parte di questi lavori fu scritta tra il 1945 e il 1983, anno della sua morte. Fino a poco tempo fa, una enorme parte delle sue opere maggiori era rimasta inedita. Solo recentemente ne si è potuto misurarne l'ampiezza, cominciando ad assegnarle, o a renderle, il posto che merita.